# Daniel Havel
Pour les articles homonymes, voir Havel (homonymie).
Daniel Havel, né le 10 août 1991 à Prague, est un kayakiste tchèque.
Aux Jeux olympiques d'été de 2012 à Londres, il est médaillé de bronze de kayak à quatre 1 000 m avec Josef Dostál, Lukáš Trefil et Jan Štěrba.